# غاوليق
غاوليق هي قرية في مقاطعة ميانة، إيران. عدد سكان هذه القرية هو 50 في سنة 2006.